# Aquaforum
Aquaforum är ett badhus och äventyrsbad i kurorten Františkovy Lázně i Tjeckien. Det ligger i distriktet Okres Cheb och regionen Karlovy Vary, i den västra delen av landet, 150 km väster om huvudstaden Prag.